# Androctonus sumericus
Espèce
Androctonus sumericus est une espèce de scorpions de la famille des Buthidae.

## Distribution
Cette espèce est endémique de la province de Dhi Qar en Irak. Elle se rencontre vers Al-Nasr et Al-Nasiriyah.

## Description
Le mâle holotype mesure 86,69 mm, les mâles mesurent de 78,83 à 86,69 mm et les femelles de 89,72 à 100,34 mm.

## Systématique et taxinomie
Cette espèce a été décrite par Al-Khazali et Yağmur en 2023.

## Étymologie
Son nom d'espèce lui a été donné en référence au lieu de sa découverte, Sumer.

## Publication originale
- Al-Khazali & Yağmur, 2023 : « Androctonus sumericus sp. nov., a new scorpion from Dhi Qar Province, Iraq (Scorpiones: Buthidae). » Zoology in the Middle East, p. 1-10.